# Erato (dríade)
En la mitología griega Erato, Érato o Erató (en griego Ἐρατώ) era una dríade, ninfas comunes de las tierras de Arcadia, y profetisa de Pan. Al menos Pausanias nos da cuenta de ella:

Se dice que Pan antiguamente profetizaba y que la profetisa era la ninfa Érato, la que se casó con Árcade, hijo de Calisto.
Pausanias: Descripción de Grecia VIII 37, 11

Dicen que Érato alumbró a Árcade tres hijos: a Azán, a Afidante y a Élato. Él había tenido ya antes un bastardo, Autolao.
Acaso ese Pan es el mismo descrito en la Biblioteca: «Apolo, que había aprendido de Pan, hijo de Zeus y de Hibris, el arte adivinatoria».